# 好孩子 (漫才團體)
好孩子（日语： yowiko */?）是日本雙人搞笑組合，由濱口優與有野晉哉組成，所屬經紀公司為松竹藝能。

## 成員
- 有野晉哉，負責裝傻角色（日语：ボケ）
- 濱口優，擔任找碴與吐嘈角色（日语：ツッコミ）

## 演出歷史
有野晉哉與濱口優是國中與高中同學。兩人一同進入吉本興業創立的吉本綜合藝能學院（NSC）。畢業之後，兩人在1990年出道，最初團名叫有野與濱口（有野&濱口），經藝人北野誠建議後，改叫。後來，他們根據幼兒雜誌的名稱，改變其拼法，作為團名，好孩子（よゐこ）。

## 外部連結
- よゐこオフィシャルサイト 415号室 （页面存档备份，存于）
- よゐこ （页面存档备份，存于） - 松竹芸能
- YouTube上的よゐこチャンネル頻道